# Рахімов Касим
Касим Рахімович Рахімов (19 листопада 1902, місто Фергана, тепер Узбекистан — 24 листопада 1970, місто Москва, тепер Російська Федерація) — радянський узбецький державний діяч, заступник голови Ради міністрів Узбецької РСР, народний комісар землеробства Узбецької РСР, міністр сільського господарства Узбецької РСР, постійний представник Ради міністрів Узбецької РСР при Раді міністрів СРСР. Депутат Верховної ради Узбецької РСР 4—7-го скликань. Депутат Верховної ради СРСР 2—3-го скликань.

## Життєпис
Народився в селянській родині. Трудову діяльність розпочав у 1919 році розсильним. Потім працював робітником культпросвітвідділу Ферганської області. У 1920 році вступив до комсомолу.
З 1920 по 1923 рік навчався в Кокандському педагогічному технікумі. У 1923 році закінчив радпартшколу в Коканді.
У 1923—1926 роках — уповноважений робітничо-селянської інспекції Узбецької РСР по Ферганській області; заступник завідувача Ферганського обласного земельного відділу.
Член ВКП(б) з 1925 року.
У 1926—1930 роках — студент Всесоюзної сільськогосподарської академії імені Тімірязєва в Москві.
З 1930 року — начальник відділу кадрів Народного комісаріату землеробства Узбецької РСР; заступник народного комісара землеробства Узбецької РСР. Потім перебував на керівній роботі в галузі сільського господарства в Узбецькій РСР.
У 1940 — 22 січня 1946 року — народний комісар радгоспів Узбецької РСР; народний комісар землеробства Узбецької РСР.
22 січня 1946 — 1947 року — народний комісар (міністр) технічних культур Узбецької РСР.
Одночасно в 1944—1947 роках — заступник голови Ради народних комісарів (з 1946 року — Ради міністрів) Узбецької РСР.
У 1947 — 24 квітня 1950 року — міністр сільського господарства Узбецької РСР.
У квітні 1950—1953 роках — заступник міністра бавовництва СРСР. Потім працював на керівній роботі в союзних сільськогосподарських органах.
До 2 квітня 1956 року — заступник голови Ради міністрів Узбецької РСР.
У 1955 — 24 листопада 1970 року — постійний представник Ради міністрів Узбецької РСР при Раді міністрів СРСР.
Помер 24 листопада 1970 року після важкої хвороби в Москві.

## Нагороди
- три ордени Леніна (1944, 1945,)
- орден Вітчизняної війни I ст. (.09.1945)
- два ордени Трудового Червоного Прапора (1926,)
- орден Червоної Зірки
- два ордени «Знак Пошани»
- медаль «За перемогу над Німеччиною у Великій Вітчизняній війні 1941—1945 рр.»
- медалі